# (35945) 1999 KU2
1999 KU2 (asteroide 35945) é um asteroide da cintura principal. Possui uma excentricidade de 0.15916930 e uma inclinação de 3.27968º.
Este asteroide foi descoberto no dia 16 de maio de 1999 por Spacewatch em Kitt Peak.